# Janoi Donacien
Janoi Donacien (Castries, 3 november 1993) is een Saint Luciaans voetballer die bij voorkeur als centrale verdediger speelt. Hij stroomde in 2014 door vanuit de jeugd van Aston Villa.

## Privé
De immigratiestatus van Donacien haalde in 2012 de landelijke pers toen zijn familie en hem een permanent verblijf in het Verenigd Koninkrijk werd ontzegd. In datzelfde jaar kregen Donacien en zijn familie drie jaar discretionair verlof om in het Verenigd Koninkrijk te blijven.